# Camilla Lindholm
Camilla Lindholm (26 de noviembre de 1974) es una deportista sueca que compitió en triatlón. Ganó una medalla de oro en el Campeonato Europeo de Triatlón de Larga Distancia de 2015.

## Palmarés internacional
| Campeonato Europeo | Campeonato Europeo     | Campeonato Europeo | Campeonato Europeo |
| Año                | Lugar                  | Medalla            | Prueba             |
| ------------------ | ---------------------- | ------------------ | ------------------ |
| 2015               | Weymouth (Reino Unido) | Medalla de oro     | Individual         |